# Sedmina (roman)
Sedmina je vojni roman pisatelja Bena Zupančiča. Izšel je leta 1957. Roman ima 201 stran in 72.100 besed. Po njem je bil leta 1969 posnet istoimenski film v režiji Matjaža Klopčiča.

## Zgodba
Prizorišče romana je Ljubljana v prvem letu okupacije, osebe pa so t. i. mali ljudje, ki žive na obrobju mesta. Zgodbo omejuje okvirna pripoved; iz nje v začetku izvemo, da je Niko Kajfež obsojen na 25 let ječe, na koncu pa pomaga bralcu spremljati njegov pobeg na svobodo. Pisatelj pripoveduje zgodbo romana kot Nikov spomin na herojski ilegalni boj dijakov v okupirani Ljubljani, na malomeščanski svet, ki se je v temeljih zamajal, in na zorenje generacij, ki jo je vojna zajela v šolskih klopeh. 
Glavni junak Niko Kajfež, "sin rejca malih živali" in "vrtičkarja", je neizmerno vdan šolskemu tovarišu in ilegalcu Popaju, ki ga potegne s seboj v ilegalno delo. S tem je njegova pot začrtana: vodi ga v svet, ki je drugačen od tistega, ki ga pozna in sovraži. Nikovo nasprotovanje okupatorju stopnjuje še italijanski oficir Carlo, ki ga nastanijo v Kajfeževi hiši. Carla sovraži tudi Nikov oče, ker je nasilno posegel v njegov svet, medtem ko ga mati, moralno dvomljiva ženska, in osamljena sestra Filomena sprejmeta z navdušenjem. Okupatorjev pritisk v mestu rodi odpor, v katerem sodelujejo Niko ter njegovi sošolci in prijatelji Popaj, Tiger, Ris, Mečkač ter Marija, Popajeva in Nikova tiha ljubezen. Smrt Popaja, najdrznejšega izmed njih, dokončno utrdi Nika v revolucionarnem odporu. Ilegalci ubijejo Carla, Niko mora v ilegalo, vendar ga Italijani ujamejo in obsodijo.

## Kritike, polemike, literarna zgodovina
"Sedmina je potemtakem tudi roman o generaciji, katere normalni razvoj je prerezala vojna in terjala vključitev v svoje razdiralne tokove. Tokrat se ji je pridružila še revolucija in ena izmed njenih idejno definiranih komponent (očiščevanje) je dobila svoj literarni odmev v podobi Nika, osrednjega medija Zupančičeve romaneskne pripovedi o Ljubljani in ilegali." 
"V Sedmini se je vrnil v spomine na mladostna leta v medvojni Ljubljani, kritično osvetljuje svet "vrtičkarjev" — konservativnih, zakotnih malomeščanov, nasproti jim postavlja mladino z njenimi ljubezenskimi stiskami, prigodami v okupiranem mestu in junaško smrtjo. V romanu je uvedel nekaj oblikovnih novosti modernega romana, zlasti notranji samogovor. Sedmina je postala klasičen primer napol mladinskega teksta o dobi okupacije." 
"Sedmina je v tej podobi razpotje, na katerem se nekaj konča in nekaj začne, sedmina je dogodek z dvopomenskim jedrom: pomeni spoštljiv spomin za padlimi junaki, začenja pa tisto, kar na nekam mestu romana beremo kot njegovo glavno idejo: začenja privid,o novem človeku,ki bo naiven, preprost in plemenit, svoboden in dostojanstven in ki ne bo ne ukazoval ne nasilno vladal in ne izkoriščal. Napol baladni in napol groteskni prizor, v katerem Josip in Kajfež sedmino za starim svetom, še stopnjuje drugi pomenski odtenek: proti Kajfeževi volji se sedmina tukaj pije nad malovrednim, narodu odtujenim in zaplotnim malomeščanstvom, ki životari brez posluha za svobodno osebnost in za zgodovino. In če zdaj sprejmemo še misel, da tla za kritično sliko vrtičkarstva iskati tudi v povojnih deformacijah, potem "sedmina" še celo ni le žalovanje oziroma slovo za padlimi pa tudi ne samo nagrobnik na stari svet, ki bi bil propadel, marveč je trajanje in pozivanje, je preverjanje človekove etike tudi zunaj časa, v katerem poteče romaneskna zgodba." 
"Tekst predstavlja le relativno tematsko in oblikovno novost, saj je le bolj ali manj uspešna kompilativna kompozicija motivov oz. tém iz avtorjeve zgodnje novelistike o okupirani Ljubljani. Strnjena panorama te Ljubljane se po svojih moralnih svojstvih deli v dvoje znanih svetov, ki živita drug ob drugem: svet malomeščanskih, pred stvarnostjo mižečih rejcev malih živali, svoje privatno ugodje razmeram prilagajočih ljudi — ter svet svobode in upora v boljšo ureditev. Smisel romana je njuno soočenje, ki pa doživlja svoje upodobitvene slabosti prav zaradi težav okoli usklajevanja že nekoč intenzivno literarno podoživetih in novelistično oblikovanih tém ter motivov v soodvisno, romansirano tvorbo." (Paternu, Glušič-Krisper, Kmecl 1967: 300)